# Teinobasis kiautai
Teinobasis kiautai là một loài chuồn chuồn kim trong họ Coenagrionidae.
Teinobasis kiautai được miêu tả khoa học năm 2007 bởi Theischinger & Richards.